# هانی موسی
هانی موسی (انگلیسی: Hany Moussa؛ زادهٔ ۱۹ ژوئن ۱۹۶۶) بازیکن بسکتبال اهل مصر بود.